# Узких, Константин Андреевич
Константи́н Андре́евич Узких (27 октября 1924, Свердловск — 5 мая 1974, Свердловск) — советский архитектор, председатель Свердловского отделения Союза архитекторов СССР в 1961—1969 годах, Заслуженный архитектор РСФСР (1973), лауреат премии Совета министров СССР (1977). Известен как автор генплана застройки Свердловска до 2000 года.

## Биография
Родился в 1924 году в Свердловске. В 1942 году окончил школу № 9. После учёбы был призван в армию, с мая 1943 года участвовал в сражениях Великой Отечественной войны в звании младшего лейтенанта медицинской службы Западной группы войск. Демобилизовался осенью 1945 года.
В 1952 году закончил Московский архитектурный институт, после чего поступил на работу в Свердловгражданпроект, в мастерскую генерального плана, которую возглавил позднее, в 1961 году. В 1952—1954 годах по совместительству преподавал архитектурное проектирование в Уральском политехническом институте. С 1957 года являлся членом Союза архитекторов СССР. С 1957 по 1690 год и с 1969 по 1972 год был членом правления Свердловского отделения Союза архитекторов СССР, с 1961 по 1969 год занимал должность председателя правления Свердловского отделения. В 1965—1971 годы был также членом центрального правления Союза архитекторов СССР. В 1961, 1965 и 1969 годах был делегатом III, IV и V съездов архитекторов СССР.
Начиная с 1956 года Константин Андреевич трижды избирался депутатом Свердловского горсовета от Ленинского района. В структуре горсовета возглавлял депутатскую комиссию по строительству.
Скончался в 1974 году. Похоронен на Широкореченском кладбище Екатеринбурга.

## Основные работы
В 1970 году под руководством Константина Андреевича был разработан генплан застройки Свердловска до 2000 года. Он предусматривал использование природного рельефа, водных объектов и лесных массивов города. Планировочные оси располагались по пойме реки Исеть и проспекту Ленина, обеспечивая доступ к зонам отдыха на Верх-Исетском пруду на западе и на озере Шарташ на востоке. В 1972 году генплан был утверждён с отметкой высокого качества. В 1977 году за эту работу К. А. Узких был удостоен премии Совета министров СССР.
Также К. А. Узких является автором и руководителем творческих коллективов разработки генеральных планов более 30 городов Свердловской области, автором и руководителем проектов планировок центрального района Екатеринбурга (1968), Эльмаша, Сортировочного, Куйбышевского, Северо-Западного и Юго-Западного районов города. Авторству К. А. Узких также принадлежат эскизы комплекса Медицинского института, эскизы застройки улиц Металлургов, Куйбышева, Московской, Титова и Аптекарского переулка.
К. А. Узких является соавтором генплана Шарташского лесопарка (1956), комплексов зданий филиалов ВАСХНИЛ по улице Луначарского, генплана Южной промзоны (1965), генплана Северо-Западного промышленно-складского района (1959), проекта размещения строительства 1956—1960 годов в центральной части Свердловска, проекта застройки I и IV строительных районов (1956).
Среди конкурсных проектов с участием К. А. Узких выделяют следующие:
- Реконструкция Театра оперы и балета (в соавторстве с Пискуновым В. А., 1953) — II премия;
- Пограничный знак «Европа-Азия» на Московском тракте (автор, 1953) — II премия;
- Жилой дом ВИЗа на площади Коммунаров (автор, 1954) — I премия;
- Всесоюзный закрытый проект детальной планировки центральной части Свердловска (член авторского коллектива, 1968) — II премия.

## Награды и звания
- Заслуженный архитектор РСФСР (1973)[2][1]
- Премия Совета Министров СССР (1977)[2][1]
- Медаль «За победу над Германией в Великой Отечественной войне 1941—1945 гг.»[2]
- Юбилейная медаль «Двадцать лет Победы в Великой Отечественной войне 1941—1945 гг.»[2]
- Знак «25 лет победы в Великой Отечественной войне»[2]
- Медаль «В ознаменование 100-летия со дня рождения Владимира Ильича Ленина»[2]